# Bahnhof Weil am Rhein
Der Bahnhof Weil am Rhein ist ein kleiner Eisenbahnknotenpunkt in Südbaden, an der Grenze zwischen Deutschland und der Schweiz. Er ist der wichtigste der fünf Bahnhöfe in Weil am Rhein. Hier zweigt die als Gartenbahn bezeichnete S-Bahn-Strecke Weil am Rhein–Lörrach von der Hauptstrecke Mannheim–Karlsruhe–Freiburg–Basel (Rheintalbahn) ab. Von 1878 bis 1937 führte darüber hinaus eine Zweigstrecke ins französische Saint-Louis.

## Geschichte
Mit der Eröffnung des Streckenabschnittes Haltingen–Basel über Weil am Rhein im Jahre 1855 wurde die Rheintalbahn Mannheim–Karlsruhe–Freiburg–Basel offiziell fertig gestellt. Damit begann die Geschichte des Weiler Bahnhofs.
Am 20. Mai 1890 wurde die Gartenbahn Weil am Rhein–Lörrach durch die Badischen Staatsbahnen als Strategische Bahn zur Umgehung der Schweiz offiziell eröffnet. Bereits am 11. Februar 1878 wurde eine Bahnlinie zwischen Weil am Rhein und St. Ludwig eröffnet, womit das im Deutsch-Französischen Krieg eroberte Elsass auch ganz im Süden verkehrsmäßig mit dem Reich verbunden war.

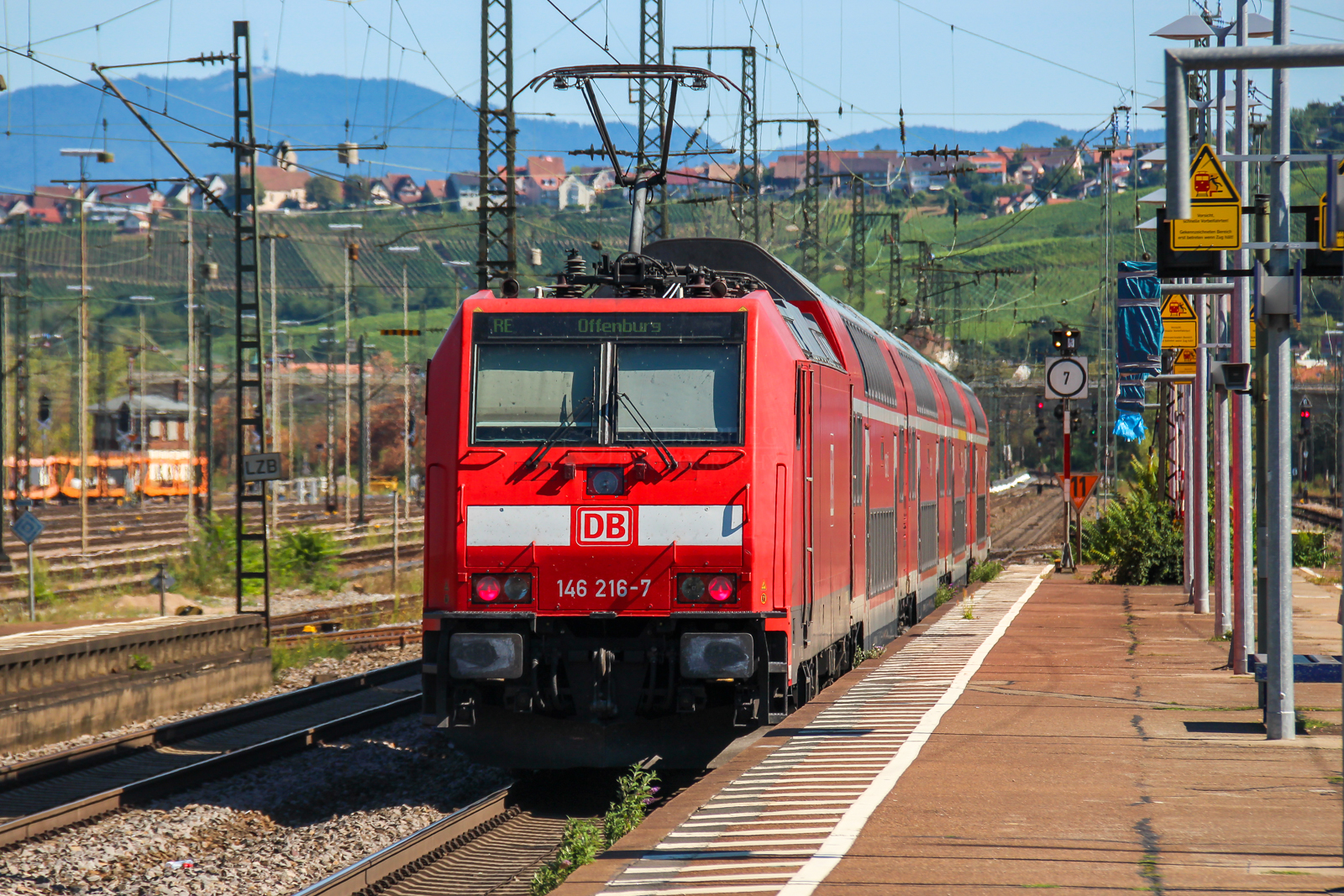
Regional-Express der DB Regio am Bahnhof Weil am Rhein

1913 entstand der Rangierbahnhof Basel-Weil.
1952 wurde der Rheintalbahn-Abschnitt Basel Badischer Bahnhof – Weil am Rhein – Efringen-Kirchen sowie die Strecke nach Lörrach elektrifiziert.
Im Jahr 1996 wurde das ehemalige Bahnhofsgebäude zugunsten der B3 ersatzlos abgerissen.
Zum turnusgemäßen Fahrplanwechsel 2004/2005 am 12. Dezember 2004 wurde die Gartenbahn als S-Bahn-Linie S5 in das Netz der trinationalen S-Bahn Basel aufgenommen. Als Eisenbahnverkehrsunternehmen agiert dort seit dem 15. Juni 2003 die SBB GmbH, die deutsche Personenverkehrstochter der Schweizerischen Bundesbahnen (SBB).
Seit dem Fahrplanwechsel am 14. Dezember 2014 fährt die Basler Tramlinie 8 von ihrem früheren Endpunkt in Kleinhüningen durch Friedlingen zum Bahnhof Weil am Rhein (Haltestelle Weil am Rhein Bahnhof/Zentrum).
Der westlich des Personenbahnhofes als Bahnhofsteil des Badischen Bahnhofs von Basel gelegene, heute stillgelegte Rangierbahnhof wurde mittlerweile zu einem Containerumschlagbahnhof umgebaut.

## Gleise und Bahnsteige
Der Bahnhof Weil am Rhein besitzt umfangreiche Gleis- und Bahnsteiganlagen für den Personenverkehr. Bis auf den Hausbahnsteig an Gleis 1 haben alle Gleise eine Einstiegshöhe von 76 cm, womit ein einigermaßen barrierefreier Einstieg in die Züge gewährleistet ist. Der Bahnsteig an Gleis 1 besitzt eine Einstiegshöhe von 55 cm.
Zwischen den Bahnsteiggleisen 3 und 5 liegt mit Gleis 4 ein bahnsteigloses Gleis zum Durchfahren von Güterzügen. Die bahnsteiglosen Gleise 10 bis 14 bilden eine Industriebrache; die Gleise 15 bis 17 führen zum Rangierbahnhof Basel-Muttenz.
| Gleis | Bahnsteiglänge | Bahnsteighöhe | Aktuelle Nutzung                                                 |
| ----- | -------------- | ------------- | ---------------------------------------------------------------- |
| 1     | 115,5 m        | 55 cm         | Züge in Richtung Lörrach (S5)                                    |
| 2     | 221 m          | 76 cm         | Züge in Richtung Lörrach (vereinzelt)                            |
| 3     | 239 m          | 76 cm         | früheres Ausweichgleis, seit Anfang 2015 Bahnsteigkante gesperrt |
| 5     | 203 m          | 76 cm         | Ausweichgleis für Züge in Richtung Müllheim/Freiburg/Offenburg   |
| 7     | 246 m          | 76 cm         | Züge in Richtung Müllheim/Freiburg/Offenburg                     |
| 8     | 180 m          | 76 cm         | Züge in Richtung Basel                                           |
| 9     | 180 m          | 76 cm         | Ausweichgleis für Züge in Richtung Basel                         |

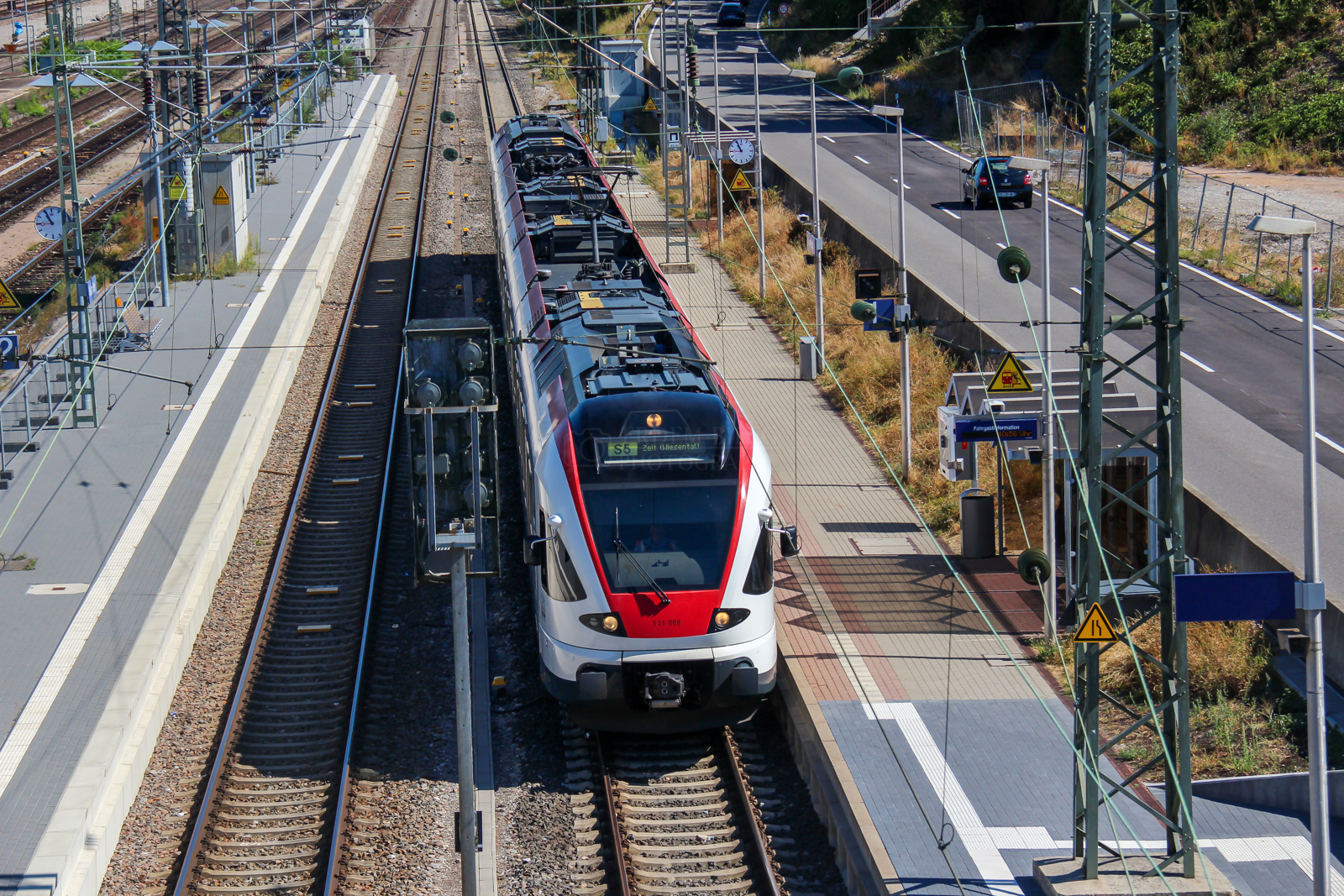
Gartenbahn als S-Bahn 5 der SBB GmbH auf Gleis 1

Im Rahmen des Ausbaus der Strecke Karlsruhe–Basel auf vier Gleise (Ausbauabschnitt 9-2) wird der Bahnsteig 4 mit den Gleisen 8 und 9 entfernt werden, da dort die zukünftigen Güterzuggleise als Fortsetzung der Rheintalbahn weiter zum Badischen Personenbahnhof verlaufen werden. Zurzeit ist der Bahnsteig 4 über einen provisorischen Zugang von der Straßenbahnbrücke erreichbar. Der Zugang zu den verbleibenden drei Bahnsteigen erfolgt von der Straßenbahnbrücke über einen Fußgängersteg mit Aufzügen, der auf Grund seines Verlaufs als Dreizack bezeichnet wird. Die Unterführung ist nach Inbetriebnahme des oberirdischen Zugangs stillgelegt und verfüllt worden. Die Bauarbeiten begannen im Januar 2024.

## Verkehr

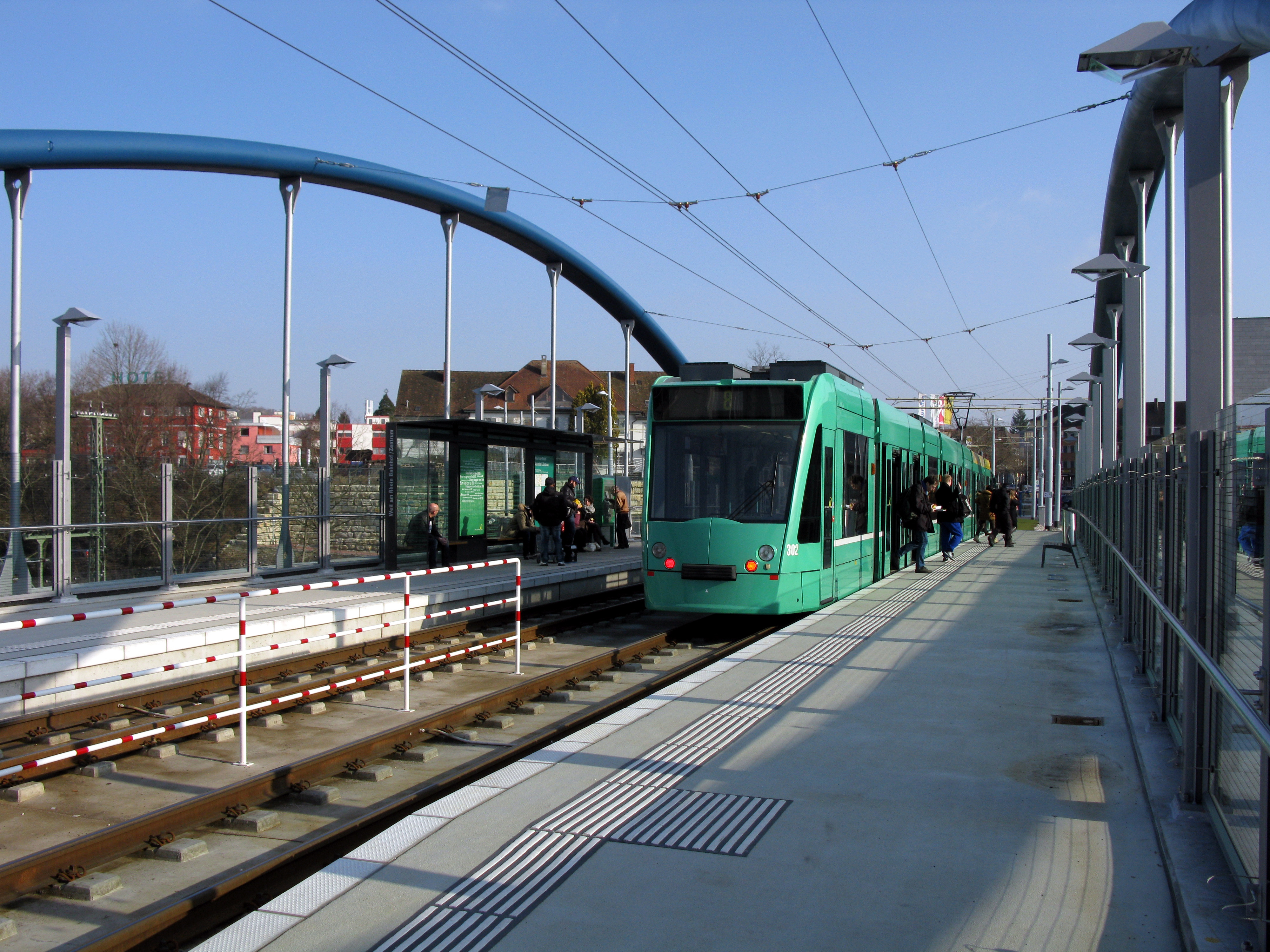
Haltestelle Weil am Rhein Bahnhof/Zentrum der Basler Tramlinie 8

Weil am Rhein liegt im Tarifgebiet des Regio Verkehrsverbundes Lörrach (RVL). In Richtung Basel werden auch die Tarife des Tarifverbundes Nordwestschweiz (TNW) anerkannt. In Richtung Freiburg gelten ab Auggen die Tarife des Regio Verkehrsverbundes Freiburg (RVF).

### Schienenverkehr
Die Stadt ist durch die S-Bahn-Linie S5 der S-Bahn Basel mit Lörrach, Steinen, Schopfheim und Zell im Wiesental sowie durch Regional-Express- und Regionalbahn-Züge mit Basel bzw. Freiburg im Breisgau und Offenburg verbunden. Beide Linien verkehren jeweils im Stundentakt, mit zusätzlichen Verbindungen in den Hauptverkehrszeiten.
Seit dem 13. Dezember 2015 ist Weil am Rhein durch den täglich in einer Richtung verkehrenden Intercity „Baden-Kurier“ der Linie 60 von Basel Bad Bf nach München Hbf an den DB-Fernverkehr angeschlossen. Die Linie wurde im Dezember 2022 auf ICE umgestellt und verkehrt bereits ab Basel SBB.
| Linie | Verlauf (Stand: Dezember 2022) | Takt                              | Betreiber      |
| ----- | --- | --------------------------------- | -------------- |
| ICE   | Basel SBB – Basel Bad Bf – Weil am Rhein – Müllheim (Baden) – Freiburg (Breisgau) – Lahr (Schwarzw) – Offenburg – Karlsruhe – Stuttgart – Plochingen – Ulm – Augsburg – München | ein Zug in Richtung München       | DB Fernverkehr |
| RE 7  | (Karlsruhe – Baden-Baden) – Offenburg – Lahr (Schwarzw) – Emmendingen – Freiburg (Breisgau) – Schallstadt – Bad Krozingen – Müllheim (Baden) – Weil am Rhein – Basel Bad Bf (– Basel SBB) | 60 min (bis Basel Bad)            | DB Regio       |
| RB27  | Basel Bad Bf – Weil am Rhein – Haltingen – Eimeldingen – Efringen-Kirchen – Istein – Kleinkems – Rheinweiler – Bad Bellingen – Schliengen – Auggen – Müllheim (Baden) – Buggingen – Heitersheim – Bad Krozingen – Norsingen – Schallstadt – Ebringen – Freiburg-Sankt Georgen – Freiburg (Breisgau) Hbf (– Denzlingen – Emmendingen) (einzelne Züge in Tagesrandlage) Stand: Fahrplanwechsel Dezember 2022 | 60 min (mit Lücken am Vormittag)  | DB Regio       |
| S 5   | Weil am Rhein – Lörrach Hbf – Steinen (– Schopfheim – Zell (Wiesental)) | 30 min 60 min (abends/Wochenende) | SBB GmbH       |

### Straßenbahn
Die Straßenbahnlinie 8 verbindet den Bahnhof Weil am Rhein mit Kleinhüningen und der Basler Innenstadt im 15-Minuten-Takt und wird von der Ende 2014 fertiggestellten Straßenbahnbrücke parallel zur Friedensbrücke über das Gleisbett des Bahnhofs Weil am Rhein überführt. Die Haltestelle liegt auf der Brücke und bietet direkten Zugang zu den Bahnsteigen. Die Schwerbehindertenfreifahrt ist bis Claraplatz möglich.
| Linie                          | Verlauf                                                                                            | Takt                           |
| ------------------------------ | -------------------------------------------------------------------------------------------------- | ------------------------------ |
| Linie 8 der Strassenbahn Basel | Basel Neuweilerstrasse – Bahnhof SBB – Schifflände – Kleinhüningen – Weil am Rhein Bahnhof/Zentrum | 15 Min Takt (HVZ 7,5 Min Takt) |

### Busverkehr
Der Bahnhof Weil am Rhein verfügt über eine Bushaltestelle. Die Buslinien die diese Haltestelle anfahren werden in der folgenden Tabelle aufgeführt.
| Linie | Verlauf | Takt                                                              |
| ----- | --- | ----------------------------------------------------------------- |
| 16    | Brombach Bf (Bus) – Hauingen – Haagen – Tumringen – Lörrach – Busbahnhof – Stetten – Riehen (CH) – Weil am Rhein Tullastraße | Mo–Sa im 30 Min Takt, So im 60 Min Takt                           |
| 6     | Brombach – Homburg Siedlung – Busbahnhof – Neumatt – Stetten Grenze – (Riehen (CH) – Weil am Rhein)                          | Mo–Sa 30 Min Takt, So im 60 Min Takt                              |
| 66    | Weil am Rhein – Rebgarten – Märkt – Eimeldingen – Binzen Gewerbepark – (Haltingen) und zurück                                | Fährt Mo–Fr im 60 Min Takt (2 Fahrten am Morgen, 4 am Nachmittag) |